# Paractinoposthia pseudovesicula
Paractinoposthia pseudovesicula är en plattmaskart som först beskrevs av Ehlers och Doerjes 1979.  Paractinoposthia pseudovesicula ingår i släktet Paractinoposthia och familjen Actinoposthiidae. Inga underarter finns listade i Catalogue of Life.